# Guildfordia superba
Espèce
Guildfordia superba est une espèce d'escargot de mer des Philippines de la famille des Turbinidae.

## Systématique
L'espèce Guildfordia superba a été décrite en 2005 par Guido Poppe (d), Sheila P. Tagaro (d) et
Henk Dekker (d),

## Description
La taille de sa coquille atteint 80 mm.

## Distribution
Cette espèce est présente au large des Philippines.

## Publication originale
- (en) Guido T. Poppe, Sheila Tagaro et Henk Dekker, « Discovery of a new Guildfordia (Gastropoda, Turbinidae) near Balut Island, south of Mindanao, The Philippines », Visaya, vol. 1, no 3,‎ janvier 2005, p. 4-10 (ISSN 1656-4650, lire en ligne).